# Japan Dome Tour
Japan Dome Tour là chuyến lưu diễn hòa nhạc thứ bốn của ban nhạc nam Hàn Quốc Big Bang. Chuyến lưu diễn đi qua 6 sân vận động mái vòm lớn tại Nhật và giúp Big Bang trở thành những nghệ sĩ nước ngoài đầu tiên có một tour diễn như vậy tại quốc gia này. Với tư cách là một trong những tour diễn thu về lợi nhuận cao nhất tại Nhật Bản trong năm, Japan Dome Tour mang về 70,6 triệu đôla Mỹ từ 16 buổi diễn.

## Big Bang+α in Seoul
Vào ngày 28 tháng 11 năm 2013, hai buổi diễn được thêm vào tour lưu diễn với tên gọi "Big Bang+α in Seoul".

## Danh sách bài hát bài hát biểu diễn
Đây là danh sách bài hát biểu diễn trong buổi diễn tại Saitama.
1. "Haru Haru"
2. "Blue"
3. "Bad Boy"
4. "Gara Gara Go!"
5. "Hands Up"
6. "Let’s Talk About Love" (Seungri)
7. "Gotta Talk To You" (Seungri)
8. "What Can I Do" (Seungri)
9. "Wings" (Daesung)
10. "Joyful" (Daesung)
11. "Tell Me Goodbye"
12. "Love Song"
13. "La La La"
14. "Bigbang"
15. "Shake it"
16. "Ringa Linga" (Taeyang)
17. "Breakdown" (Taeyang)
18. "Superstar" (Taeyang)
19. "Crayon" (G-Dragon)
20. "Crooked" (G-Dragon)
21. "Turn It Up" (T.O.P)
22. "Doom Dada" (T.O.P)
23. "Tonight"
24. "Feeling"
25. "Last Farewell"
26. "Fantastic Baby"
27. "Lies"
28. "My Heaven"

Encore
1. "Sunset Glow"
2. "Koe wo Kikasete"
3. "Fantastic Baby"
4. "Feeling"
5. "Bad Boy"

## Các buổi diễn
| Ngày                 | Thành phố         | Quốc gia          | Địa điểm                            | Nghệ sĩ mở màn    | Số khán giả |
| -------------------- | ----------------- | ----------------- | ----------------------------------- | ----------------- | ----------- |
| 16 tháng 11 năm 2013 | Saitama           | Nhật Bản          | Seibu Dome                          | WINNER            | —           |
| 17 tháng 11 năm 2013 | Saitama           | Nhật Bản          | Seibu Dome                          | WINNER            | —           |
| 29 tháng 11 năm 2013 | Osaka             | Nhật Bản          | Osaka Dome                          | WINNER            | —           |
| 30 tháng 11 năm 2013 | Osaka             | Nhật Bản          | Osaka Dome                          | WINNER            | —           |
| 1 tháng 12 năm 2013  | Osaka             | Nhật Bản          | Osaka Dome                          | WINNER            | —           |
| 7 tháng 12 năm 2013  | Fukuoka           | Nhật Bản          | Fukuoka Dome                        | WINNER            | —           |
| 8 tháng 12 năm 2013  | Fukuoka           | Nhật Bản          | Fukuoka Dome                        | WINNER            | —           |
| 14 tháng 12 năm 2013 | Nagoya            | Nhật Bản          | Nagoya Dome                         | WINNER            | —           |
| 15 tháng 12 năm 2013 | Nagoya            | Nhật Bản          | Nagoya Dome                         | WINNER            | —           |
| 19 tháng 12 năm 2013 | Tokyo             | Nhật Bản          | Tokyo Dome                          | WINNER            | —           |
| 20 tháng 12 năm 2013 | Tokyo             | Nhật Bản          | Tokyo Dome                          | WINNER            | —           |
| 21 tháng 12 năm 2013 | Tokyo             | Nhật Bản          | Tokyo Dome                          | WINNER            | —           |
| 4 tháng 1 năm 2014   | Sapporo           | Nhật Bản          | Sapporo Dome                        | WINNER            | —           |
| 11 tháng 1 năm 2014  | Osaka             | Nhật Bản          | Osaka Dome                          | WINNER            | —           |
| 12 tháng 1 năm 2014  | Osaka             | Nhật Bản          | Osaka Dome                          | WINNER            | —           |
| 13 tháng 1 năm 2014  | Osaka             | Nhật Bản          | Osaka Dome                          | WINNER            | —           |
| TỔNG TẠI NHẬT BẢN    | TỔNG TẠI NHẬT BẢN | TỔNG TẠI NHẬT BẢN | TỔNG TẠI NHẬT BẢN                   | TỔNG TẠI NHẬT BẢN | 771.000     |
| Big Bang+α in Seoul  |                   |                   |                                     |                   |             |
| 24 tháng 1 năm 2014  | Seoul             | Hàn Quốc          | Nhà thi đấu Thể dục dụng cụ Olympic |                   | 36.000      |
| 25 tháng 1 năm 2014  | Seoul             | Hàn Quốc          | Nhà thi đấu Thể dục dụng cụ Olympic |                   | 36.000      |
| 26 tháng 1 năm 2014  | Seoul             | Hàn Quốc          | Nhà thi đấu Thể dục dụng cụ Olympic |                   | 36.000      |
| TỔNG                 | TỔNG              | TỔNG              | TỔNG                                | TỔNG              | 807.000     |

## Nhân sự
| Credit được lấy từ DVD của Big Bang BIGBANG JAPAN DOME TOUR 2013~2014. - Tổ chức chuyến lưu diễn: Avex Group, YG Entertainment - Nhà sản xuất điều hành: Yang Hyun Suk (YG Entertainment), Max Matsuura (Avex Group) - Nhà sản xuất chuyến lưu diễn: Eise Ryoichi - Đạo diễn chuyến lưu diễn: Byun Jung Min - Nhà sản xuất sân khấu: Kwon "Joseph" Woo Ki - Nhà tạo mẫu: Choi Yuni, Kim Kyung Mi, Sharon Park - Tóc: Kim Tae Kyun, Baek Sang Hee, Lee So Yeon - Trang điểm: Kim Yun Kyoung, Shin Mi Sug, Lee Jun Hee - Đạo diễn hình ảnh: Eun Gee - Biên đạo: Jae Wook Lee - Vũ công: - HI-TECH (Park Jung Heon, Lee Young Sang, Cho Sung Min, Lee Han Sol, Jung Byoung Gon, Jung Woo Ryun, Kwon Young Deuk, Kwon Young Don) - CRAZY (Kim Jung Hee, Won Ah Yeon, Park Eun Young, Kim Min Jung, Kim Hee Yun, Choi Sae Bom, Bae Jung In, Choi Hye Jin, Bae Hyo Jung, Lee Ji Won, Ryu Jae Hee, Yoo Ji Young) - Big Bang (G-Dragon, T.O.P, Taeyang, Daesung, Seungri): Hát chính - Gil Smith II (Đạo diễn âm nhạc/Keyboard 1) - Omar Dominick (AMD/Bass) - Dante Jackson (Keyboard 2) - Justin Lyons (Guitar) - Bennie Rodgers II (Trô gs) - Adrian "AP" Porter (Programmer cho phần mềm Pro Tools) |